# 露西拉·博阿里
露西拉·博阿里（義大利語：Lucilla Boari，1997年3月24日—），曼托瓦人，意大利女子射箭运动员，主攻反曲弓，效力于Arcieri Gonzaga俱乐部。博阿里于7岁时跟随父亲的脚步开始练习射箭，2010年开始参加国际比赛。
博阿里的外号是“Robottina”，该外号源于她平时冷酷的表情以及比赛形势不利时的处理能力。